# Serjania punctata
Serjania punctata är en kinesträdsväxtart som beskrevs av Ludwig Radlkofer och J. D. Smith. Serjania punctata ingår i släktet Serjania och familjen kinesträdsväxter. Inga underarter finns listade i Catalogue of Life.